# Борьба Кипра за независимость
Борьба Кипра за независимость (греч. Απελευθερωτικός Αγώνας της Κύπρου 1955–59), также Война за независимость греков-киприотов или Чрезвычайное положение на Кипре (англ. Cyprus Emergency) — вооружённый конфликт на Британском Кипре между колониальными войсками с одной стороны и греческими националистическими организациями с другой, проходивший в 1955—1959 годах.
Национальная организация кипрских борцов (ЭOKA), правая националистическая партизанская организация, состоящая в основном из этнических греков, начала вооружённую кампанию в поддержку прекращения британского колониального правления и объединения Кипра с Грецией (Энозис) в 1955 году. В качестве противодействия Энозису со стороны турки-киприоты сформировали Турецкую организацию обороны (ТМТ), выступавшую за раздел Кипра. Чрезвычайное положение на Кипре закончилось в 1959 году подписанием Лондонско-Цюрихских соглашений, в соответствии с которыми Кипр стал единым независимым государством.

## История

### Предыстория
Кипр был территорией Османской империи с конца XVI века, пока не стал протекторатом Великобритании под номинальным османским сюзеренитетом, закреплённым Кипрской конвенцией после русско-турецкой войны. В 1915 году Кипр был официально присоединён к Британской империи после того, как османы вступили в Первую мировую войну на стороне центральных держав против британцев, и первоначально находился под управлением военной администрации, пока десять лет спустя в 1925 году он не был провозглашён коронной колонией. С 1910-х по 1950-е годы среди греков-киприотов росло недовольство британским правлением и набирал поддержку Энозис, концепция политического объединения Кипра и Греции. Несколько неудачных попыток переговоров между Грецией и Великобританией, и отсутствие инвестиций также вызвали рост националистических настроений на острове.
В 1954 г. Великобритания объявила о своём намерении перенести на Кипр свой Суэцкий военный штаб (офис главнокомандующего на Ближнем Востоке).

## Восстание
1 апреля 1955 года восстание началось с организованной ЭОКА серии атак на различные административные и военные объекты. После серии последующих инцидентов 26 ноября того же года генерал-губернатор сэр Джон Хардинг объявил чрезвычайное положение. Британцы столкнулись с большими трудностями в получении эффективных разведывательных данных об ЭOKA, поскольку греки-киприоты, составлявшие большинство населения острова поддерживали повстанцев. Им также мешал отток личного состава, вызванный Суэцким кризисом и Войной в Малайе. Кипр стал независимым государством в 1960 году, Великобритания сохранила контроль над двумя территориями острова — военными базами Акротири и Декелия.

## Последствия
В январе 2019 года британское правительство согласилось выплатить 1 миллион фунтов стерлингов 33 киприотам, которые предположительно подверглись пыткам со стороны британских войск во время восстания. Среди них была женщина, которой на тот момент было 16 лет, и которая сказала, что она была задержана и неоднократно изнасилована солдатами, и мужчина, потерявший почку в результате допроса. Выплата последовала за рассекречиванием правительственных документов в 2012 году, хотя министр иностранных дел Алан Дункан заявил, что «урегулирование не является признанием ответственности», но «правительство урегулировало дело, чтобы подвести черту под этим судебным процессом и избежать дальнейших споров».